# Rue Anizon
La rue Anizon est une voie de Nantes, en France.

## Situation et accès
Située dans le centre-ville de Nantes, la rue Anizon, qui relie la place de la Monnaie à la rue Racine et à la place Paul-Émile-Ladmirault, est bitumée et ouverte à la circulation automobile. Sur son tracé, elle ne rencontre aucune autre voie.

## Origine du nom
Le nom fait référence à l'un des propriétaires de la voie, un certain M. Anizon, dont le nom revient dans différents actes. La voie portait auparavant le nom de « cul-de-sac Anizon ».

## Historique
Le nom de la « rue Anizon » lui a été attribué par un arrêté du 27 octobre 1837.